# Winnie-the-Pooh
Winnie-the-Pooh (hay Gấu Edward, Gấu Pooh, hoặc đơn giản là Pooh), là một chú gấu hư cấu, nhân vật trong một số tác phẩm của nhà văn Alan Alexander Milne (A. A. Milne). Câu chuyện đầu tiên về chú gấu này là cuốn Winnie-the-Pooh (1926) và cuốn tiếp theo là The House at Pooh Corner (1928).
A. A. Milne cũng sáng tác thơ về gấu Pooh trong một tập thơ trẻ em When We Were Very Young (1924) và nhiều bài khác trong tập Now We Are Six (1927). Cả bốn cuốn sách đều được minh hoạ bởi E. H. Shepard.

## Nguyên mẫu
Theo bộ phim "Goodbye Christopher Robin" của hãng phim Fox Searchlight phát hành năm 2017 kể về quá trình sáng tạo nên hình tượng chú gấu Pooh của nhà văn Alan Alexander Milne (A. A. Milne) và hành trình trưởng thành của Christopher Robin Milne - con trai của A. A. Milne, đồng thời chính là nguyên mẫu cho nhân vật Christopher trong truyện.
A. A. Milne đặt tên cho con gấu bông của cậu bé Christopher Robin Milne là Pooh và tiếp tục nghĩ ra những nhân vật khác như lợn Piglet, lừa Eeyore, mẹ con gấu túi Kanga và Roo, hổ Tigger... A. A. Milne viết những bài thơ ngắn về những con thú bông, và xuất bản hai cuốn sách tên When We Were Very Young (1924), cùng Winnie-the-Pooh (1926).
Những câu chuyện về các cuộc phiêu lưu của Pooh và những người bạn đã đưa tên tuổi A. A. Milne lên tầm cao mới. Nước Anh ở thời điểm đó vẫn chưa hoàn toàn hồi phục sau cuộc chiến, vì vậy mọi người ngưỡng mộ gấu Pooh tươi sáng, lạc quan, nhưng không kém phần triết lý cùng những người bạn trung thành. Độc giả nhanh chóng phát hiện ra cậu bé Christopher Robin Milne chính là nguyên mẫu cho nhân vật trong những câu chuyện và cậu trở thành ngôi sao nhí của nước Anh.
Tuy vậy, nhà văn A. A. Milne không hề tự hào với thành công của mình, ông cho rằng độc giả chỉ yêu mến mỗi gấu Pooh chứ không hề quan tâm đến những tác phẩm nghiêm túc hơn - những vở kịch phản chiến - mà ông dành trọn tâm huyết sáng tác. Đồng thời, ông cũng không lấy làm hài lòng khi công chúng chỉ chú ý đến cậu bé Christopher Robin Milne chứ không hề biết đến ông. Nhưng ông vẫn tiếp tục viết thêm hai phần cuối của series Gấu Pooh là Now We Are Six (1927) và The House at Pooh Corner (1928).
Sau khi series kết thúc, ông tiếp tục dồn sức vào các vở kịch và bài báo phản chiến, nhưng không được công chúng quan tâm.
Năm 1929, cậu bé Christopher Robin Milne được gửi đến trường nam sinh Gibbs. Chỉ một năm sau đó, cậu chuyển đến trường nội trú Box Grove. Cậu ngay lập tức bị bạn bè trêu chọc, tẩy chay và bắt nạt chỉ vì là người nổi tiếng. Chính vì những khó khăn trong thời niên thiếu mà gấu Pooh mang đến, cậu không bao giờ tha thứ cho cha mình và từ chối gặp mặt cha mẹ đến hàng chục năm, chỉ liên hệ qua thư. Khi A. A. Milne đã có tuổi và bệnh tật, Christopher Robin Milne thỉnh thoảng vẫn ghé thăm cha, nhưng vẫn không chịu trò chuyện với mẹ - bà Dorothy. Nhà văn A. A. Milne qua đời vào tháng 1 năm 1956, thọ 74 tuổi. Christopher Robin Milne có đến dự đám tang của cha nhưng rời đi rất sớm.
Sau khi tốt nghiệp trung học cơ sở, Christopher Robin Milne giành được học bổng toán học của trường trung học phổ thông Stowe, và cậu theo học đại học ở trường Trinity, giống như cha mình. Năm 1941, khi Chiến tranh thế giới lần hai nổ ra, Christopher Robin Milne tạm hoãn việc học để nhập ngũ, nhưng cậu thi trượt kì thi chọn bác sĩ quân y.
A. A. Milne đã dùng sức ảnh hưởng của mình để xin cho con trai một chân là kĩ sư cho quân đội để giúp con không phải ra trận và trực tiếp chiến đấu. Tuy nỗ lực bảo vệ con là vậy, nhưng ông vẫn cư xử rất lạnh nhạt với Christopher Robin Milne.
Christopher Robin Milne không giữ lại bất kì kỉ vật nào của cha mẹ. Thay vào đó, ông quyên góp tất cả mọi thứ, bao gồm những con thú bông, cho thư viện New York. Trước nỗi thất vọng của những nhà sưu tầm, những tay buôn đồ cổ và cả công chúng, ông giải thích rằng ông không muốn bán bất kì thứ gì, vì ông không muốn tuổi thơ của ông một lần nữa bị thương mại hóa.

## Xuất bản và nhượng quyền
Câu chuyện về gấu Pooh đã được dịch sang rất nhiều thứ tiếng, kể cả bản tiếng La-tinh được xuất bản lần đầu tiên vào năm 1958. Năm 1960, bản tiếng La-tinh này trở thành cuốn sách đầu tiên và duy nhất bằng tiếng La-tinh được đưa vào danh sách sách bán chạy của Thời báo New York.
Chú gấu Pooh và những người bạn là một trong những nhân vật sinh lời nhất trên thế giới. Quyền sở hữu tác phẩm được bán toàn bộ cho Disney vào năm 2001 với giá 240 triệu bảng Anh, trong đó có 30 triệu bảng Anh được đóng góp vào quỹ Claire Milne (quỹ của con gái Christopher Robin Milne thành lập năm 2002 để giúp đỡ những người khuyết tật tại Devon và Cornwall). Lợi nhuận Pooh mang lại cho Disney mỗi năm trị giá 3 tỉ bảng Anh, chỉ xếp sau chuột Mickey.
Dấu gạch nối trong tên Winnie-the-Pooh sau này đã được bỏ đi khi Công ty Walt Disney quyết định chuyển thể các câu chuyện về gấu Pooh thành một series phim hoạt hình mà sau này trở thành một trong những thành công lớn trên toàn thế giới của Công ty Walt Disney.